# 重富計二
重富 計二（しげとみ けいじ、1979年6月10日 - ）は、島根県出身のサッカー指導者。

## 指導歴
幼少期は野球少年であったものの、中学生の時にJリーグが開幕し、高校からサッカー部に加入した。卒業後は広島県でアシスタントコーチのアルバイトを務め、 1999年に20歳で鴎州サッカークラブのコーチに就任。2003年から2006年にかけては広島県トレセンのU-12、U-15のコーチも務め、この時の教え子の田中脩史は後にアルビレックス新潟シンガポールで再会する事となった。また、2005年に比治山大学のサッカー部の監督に就任した。
2006年からサンフレッチェ広島F.Cの育成組織でコーチを務め、この時に教えた岡﨑和也もアルビレックス新潟シンガポールで再会する事となった。
2013年、オーストラリアから日本に帰国する際のトランジットでシンガポールに立ち寄る事となり、アルビレックス新潟シンガポールの存在を思い出して是永大輔社長にメールを送った事が切っ掛けでアルビレックス新潟シンガポールのトップチーム練習を見学。翌年からスクールマネージャーとして同クラブに在籍した。
2018年にトップチームのコーチに就任。監督は吉永一明。2016年から2017年にかけて四冠を記録していたアルビレックス新潟シンガポールにはチームの半分をU-21、残り半分をU-23で編成しなければならないという規定が2018年から設けられたが、コーチとして務めた2018年は三冠を記録した。
2019年にトップチームの監督に就任。規定は更に変わって23歳以上のシンガポール人が最大1人まで、23歳以下のシンガポール人は無制限で雇用出来るようになったものの、スターティングメンバーのうち2人はシンガポール人でなければならない規定がさらに加えられた。同年は無冠に終わったものの、翌2020年シーズンは新型コロナウイルスの世界的流行に伴ってリーグ戦が延期の末に14試合に削減された中で優勝。2021年シーズンは首位を走っていたものの最終節で引き分けて2位となり、ライオン・シティ・セーラーズFCに逆転優勝を許す結果となった。シーズン終了後の10月26日に監督退任が決定。クラブには引き続き留まることが発表されている。